# Beaver River (Columbia River)
Der Beaver River (beaver englisch für „Biber“) ist ein 67 km langer Fluss im Osten der kanadischen Provinz British Columbia.

## Flusslauf
Das Beaver River wird vom Beaver-Gletscher auf einer Höhe von etwa 1600 m am Ostrand der Selkirk Mountains gespeist. Der Beaver River strömt in nordnordwestlicher Richtung fast schnurgerade durch das Gebirge längs der Verwerfungszone Purcell Trench. Dabei trennt sein Flusstal die westlich gelegenen Selkirk Mountains von den östlich gelegenen Purcell Mountains. Auf den unteren 30 km verläuft der British Columbia Highway 1 (Trans-Canada Highway) entlang dem Fluss. Das Einzugsgebiet 9 km oberhalb der Mündung befindet sich vollständig innerhalb des Glacier-Nationalparks. Der Beaver River mündet schließlich in das südliche Westufer des 579 m hoch gelegenen Stausees Kinbasket Lake.

## Hydrologie
Seit der Errichtung des Mica-Staudamms 1969–1973 am Columbia River und dessen Aufstau zum Kinbasket Lake mündet der Beaver River nicht mehr direkt in den Columbia River, sondern in den südlichen Teil des Stausees, der als Columbia Reach bezeichnet wird. Das Einzugsgebiet des Beaver River umfasst ein Areal von 1150 km². Der mittlere Abfluss 3 km oberhalb der Mündung beträgt 42,1 m³/s. Die höchsten Abflüsse treten gewöhnlich zwischen Mai und August auf.